# Kim Jun-su
Kim Jun-su (Hangul: 김준수; Hanja: 金俊秀; Hán-Việt: Kim Tuấn Tú; sinh ngày 15 tháng 12 năm 1986) thường được biết đến với nghệ danh Xiah, Xiah Junsu hay XIA (từ năm 2012, tại Hàn Quốc) và Junsu (ジュンス) (tại Nhật Bản), là một ca sĩ-nhạc sĩ, vũ công, diễn viên nhạc kịch người Hàn Quốc. Anh là cựu thành viên của nhóm nhạc TVXQ và là thành viên của nhóm nhạc JYJ.

## Tiểu sử
Kim Jun-su sinh ra và lớn lên tại Gyeonggi-do, Hàn Quốc. Anh còn có một anh trai song sinh tên Kim Jun-ho (Kim Tuấn Hào), ca sĩ hoạt động chủ yếu tại Nhật Bản và Trung Quốc với nghệ danh JUNO hay ZUNO.
Jun-su học tại trường Tiểu học Neunggok, Trung học cơ sở Nunggokl, Trung học phổ thông Hwasu, sau đó chuyển sang Trung học phổ thông Hanam. Anh tốt nghiệp Trung học phổ thông cùng thành viên trong nhóm, Park Yoo-chun năm 2007. Sau đó Kim Jun-su học chuyên ngành Điện ảnh và Nhạc kịch tại Đại học Myongji, tốt nghiệp năm 2011.

### Sự nghiệp âm nhạc

#### Trước khi ra mắt
Khi Junsu 11 tuổi, anh bắt đầu kí hợp đồng thực tập sinh với SM Entertainment sau khi tham gia buổi thử giọng hàng năm lần thứ sáu của công ty.
Năm 2002, SM Entertainment thành lập dự án R&B với thành viên là Junsu và 2 thực tập sinh khác là Eunhyuk, bạn từ nhỏ của Junsu, và Sungmin. Họ xuất hiện trong một chương trình tên "2002 Survival Audition - Heejun vs. Kangta, Battle of the Century" cùng với 3 thành viên nhóm TRAX sau này (Jay Kim, No Minwoo, Kang Jungwoo). Họ được đánh giá và hướng dẫn bởi 2 thành viên của H.O.T, Moon Hee Jun và Kangta. Kangta rất đề cao Kim Junsu trong chương trình này và nói anh có tiềm năng trở thành một giọng ca chính. Nhóm giải tán năm 2003 (cả Eunhyuk và Sungmin hai năm sau được ra mắt là thành viên nhóm Super Junior, khi Junsu được lựa chọn là thành viên của TVXQ.

#### 2003-2009: Thành viên nhóm nhạc TVXQ
Kim Junsu là thành viên đầu tiên của TVXQ. Anh ra mắt cùng TVXQ trong một chương trình biểu diễn đặc biệt của BoA và Britney Spears. Anh chọn nghệ danh Xiah, là viết gọn của "Asia" (châu Á), phát âm như "ah-shee-ah" trong tiếng Hàn. "Xiah" thể hiện hoài bão của Junsu trở thành một ngôi sao không chỉ trong phạm vi Hàn Quốc mà vươn rộng ra toàn châu Á.
Năm 2006, anh cùng Zhang Liyin song ca trong đĩa đơn ra mắt của cô, "Timeless. Đây là bản phối lại bài hát song ca của Kelly Clarkson và Justin Guarini, thu âm năm 2003. Anh còn xuất hiện trong phần hai của video "Timeless".
Năm 2007, anh tham gia vào một dự án Anycall của Samsung, Anyband. Nhóm gồm BoA, Tablo của Epik High, và nghệ sĩ dương cầm Jin Bora. Nhóm chỉ phát hành một đĩa đơn duy nhất, "AnyBand".
Junsu viết nhạc và lời ca khúc "Nae Gyeote Sumsiur Su Ittdamyeon (White Lie)" (네 곁에 숨쉴 수 있다면), nằm trong album tiếng Hàn thứ ba của TVXQ, "O"-Jung.Ban.Hap..
Trong dự án Trick, anh sáng tác ca khúc đơn của mình "Rainy Night". Junsu viết lời ca khúc "Noeur.. Baraboda (Picture of You)" (노을..바라보다) trong album tiếng Hàn thứ tư của nhóm, Mirotic..
Trong concert Tohoshinki 4th Live Tour 2009: The Secret Code tổ chức tại Tokyo Dome, Junsu cũng có một phần biểu diễn ca khúc tiếng Nhật tự sáng tác "Xiahtic".
Junsu đã xuất hiện trên hai chương trình truyền hình cùng TVXQ, Banjun Theater và Vacation.

#### 2010-2017: JYJ và sự nghiệp Solo

##### JYJ
Tháng 4 năm 2010, anh cùng hai cựu thành viên TVXQ, Kim Jaejoong và Park Yoochun, thành lập nhóm nhạc JYJ, trước đó lấy tên JUNSU/JAEJOONG/YOOCHUN, theo một thông báo của Avex Trax, công ty đại diện của bộ ba vào thời điểm đó.
Tháng 9 năm 2010, JYJ phát hành album The..., đĩa đơn tiếng Nhật đầu tiên và xếp thứ nhất trên bảng xếp hạng Oiricon. Tuy nhiên ngay sau đó, Avex đã tuyên bố đình chỉ hoạt động của nhóm tại Nhật, kể cả Kim Junsu. JYJ đã phát hành album The Beginning, album toàn cầu được hát hoàn toàn bằng tiếng Anh. Junsu cùng các thành viên trong nhóm đã quảng bá album qua chuyến lưu diễn tại Hàn Quốc, Đông Nam Á và hoa Kỳ.
Tháng 1 năm 2011, JYJ phát hành đĩa đơn tiếng hàn Their Rooms "Our Story". Junsu đã tham gia viết lời và soạn nhạc cho hai bài hát là "Mission" và "Fallen Leaves".
Ngày 25 tháng 2 năm 2013, JYJ được mời biểu diễn tại lễ nhậm chức của Tổng thống Park Geun-hye, tổ chức tại Sảnh chính tòa nhà Quốc hội, trước 70.000 người.
Tháng 4 năm 2013, JYJ tổ chức concert "The Return of JYJ", được tổ chức tại Tokyo Dome. Concert đánh dấu sự trở lại của JYJ ở Nhật Bản sau khi chấm dứt hợp đồng với công ty đại diện tại Nhật Avex năm 2010.

##### Solo
Sau khi Avex tiết lộ rằng TVXQ sẽ tạm dừng hoạt động một khoảng thời gian không xác định, công ty quyết định Kim Junsu sẽ ra mắt với tư cách solo ở Nhật Bản. Một đoạn teaser đã tiết lộ ca khúc tự sáng tác của anh, "Intoxication", và bài hát được đặt làm bài hát chủ đề cho đĩa đơn sắp tới của Junsu. Đĩa đơn tự sản xuất double A-side Lưu trữ ngày 15 tháng 11 năm 2017 tại Wayback Machine, Xiah (EP) được phát hành vào ngày 26 tháng 5 và đứng ở vị trí thứ hai trên bảng xếp hạng Oricon của Nhật Bản. Hai bài hát trong đĩa đơn, "Kanashimi no Yukue" (悲しみのゆくえ) và "君がいれば ～Beautiful Love～" được sử dụng làm bài hát chủ đề cho chương trình "5nen Atono Love Letter" (５年後のラブレター Thư tình gửi 5 năm sau và "Beautiful Love ~ 君 が い れ ば ~"

##### Nhạc kịch
Tháng 2010, Junsu bắt đầu sự nghiệp sân khấu với vai chính trong vở nhạc kịch "Mozart".

## Đời tư

### Vụ kiện SM Entertainment
Cuối tháng 7 năm 2009, Xiah Junsu cùng hai thành viên khác của TVXQ —Kim Jaejoong và Micky Yoochun— cùng ký vào đơn kiện gửi lên toà án Seoul để phá vỡ hiệu lực của bản hợp đồng giữa họ với SM Entertainment. Qua luật sư, các thành viên chỉ ra rằng, hợp đồng 13 năm thực sự quá dài và tiền thù lao nhóm được hưởng quá ít so với công sức họ bỏ ra. Nếu thua kiện, theo hợp đồng, đơn phương phá bỏ hợp đồng trước thời hạn, nhóm sẽ phải đền bù gấp 2 lần số lợi nhuận dự kiến thu được từ nhóm cho phần còn lại của hợp đồng, ước tính khoảng hơn 100 tỉ won (100 triệu đô la). Vụ kiện khiến cổ phiếu của SM Entertainment giảm xuống 30% trên sàn KOSPI.
Toà án Trung tâm quận Seoul đưa ra phán quyết cuối cùng nghiêng về phía Jaejoong, Junsu và Yoochun. Toà cũng chỉ ra rằng bản hợp đồng thiếu công bằng và các thành viên không được hưởng lợi nhuận xứng đáng với công sức bỏ ra. Trong quá trình vụ việc còn diễn biến phức tạp, 3 thành viên đã được chấp nhận tạm hoãn hợp đồng với SM và tách ra hoạt động riêng lẻ.

### Bóng đá
Bóng đá là niềm đam mê của Junsu. Anh cùng Kim Hyun Joong và những người bạn đã thành lập đội bóng Suwon Samsung Bluewings FC MEN. Ngày 15 tháng 6, 2011, Junsu đã thi đấu cùng những ngôi sao châu Á gồm Park Ji Sung, Lee Chu Yong, Yoon Du Jun... trong 1 trận đấu từ thiện gặp đội Navibank Sài Gòn của Việt Nam trên sân vận động Thống Nhất (TP.HCM) và anh đã chơi khá tốt.

### Chuyện tình cảm
Ngày 31 tháng 12 năm 2015, Junsu và Hani, thành viên nhóm nhạc nữ EXID, được công ty quản lý của Junsu, C-Jes Entertainment, xác nhận là đã hẹn hò với nhau được 6 tháng.
Ngày 13 tháng 9 năm 2016, Banana Culture đưa ra thông báo chính thức rằng: "Hani và Junsu đã chính thức chia tay. Chúng tôi chưa biết chính xác thời điểm, nhưng lý do có vẻ là do lịch trình quá bận rộn.".

## Danh sách đĩa hát

### Album
| Tên album     | Chi tiết |
| ------------- | --- |
| Tarantallegra | - Ngày phát hành: 14/05/2012 - Hãng đĩa: C-JeS Entertainment - Nhà phân phối: A&G Modes - Ngôn ngữ: tiếng Hàn - Định dạng: CD, Digital Download          |
| Incredible    | - Ngày phát hành: 15/072013 - Hãng đĩa: C-JeS Entertainment - Nhà phân phối: LOEN Entertainment - Ngôn ngữ: tiếng Hàn - Định dạng: CD, Digital Download  |
| Flower        | - Ngày phát hành: 03/03/2015 - Hãng đĩa: C-JeS Entertainment - Nhà phân phối: LOEN Entertainment - Ngôn ngữ: tiếng Hàn - Định dạng: CD, Digital Download |
| Xignature     | - Ngày phát hành: 15/05/2016 - Hãng đĩa: C-JeS Entertainment - Nhà phân phối: LOEN Entertainment - Ngôn ngữ: tiếng Hàn - Định dạng: CD, Digital Download |
| Pit A Pat     | - Ngày phát hành: - Hãng đĩa: C-JeS Entertainment - Nhà phân phối: - Ngôn ngữ: tiếng Hàn - Định dạng: CD, Digital Download                               |

### Phát hành thêm
| Tựa đề                               | Chi tiết |
| ------------------------------------ | --- |
| Musical December 2013 with Kim Junsu | - Ngày phát hành: 18/12/2013 - Hãng đĩa: C-JeS Entertainment - Nhà phân phối: MUSIC&NEW - Ngôn ngữ: tiếng Hàn - Định dang: CD, Digital Download          |
| Yesterday                            | - Ngày phát hành: 19/10/2015 - Hãng đĩa: C-JeS Entertainment - Nhà phân phối: LOEN Entertainment - Ngôn ngữ: tiếng Hàn - Định dang: CD, Digital Download |

### Đĩa đơn
| Tựa đề                                         | Năm              | Album                      |                     |      |               |
| ---------------------------------------------- | ---------------- | -------------------------- | ------------------- | ---- | ------------- |
| Tựa đề                                         | Năm              | Album                      | "Xiah"              | 2010 | Xiah          |
| Tựa đề                                         | Năm              | Album                      | "I Don't Like Love" | 2012 | Tarantallegra |
| "Tarantallegra"                                |                  |                            |                     | 2012 | Tarantallegra |
| "Uncommitted"                                  | Uncommitted      |                            |                     | 2012 |               |
| "Thank U For"                                  | Non-album single |                            |                     | 2012 |               |
| "11am"                                         | 2013             | Incredible                 |                     |      |               |
| "Incredible" (feat. Quincy)                    | 2013             | Incredible                 |                     |      |               |
| "Serendipity" (스치다)                         | 2013             | Non-album single           |                     |      |               |
| "Flower" (feat.Tablo)                          | 2015             | Flower                     |                     |      |               |
| "Just Yesterday"                               | 2015             | Yesterday                  |                     |      |               |
| "How Can I Love You"                           | 2016             | Descendants of the Sun OST |                     |      |               |
| "Rock The World" (feat.The Quiett & Automatic) | 2016             | Xignature                  |                     |      |               |
| "..Is you"                                     | 2016             | Xignature                  |                     |      |               |

### Sáng tác
| Năm  | Vai trò                       | Bài hát                                    | Ngôn ngữ   | Album                                |
| ---- | ----------------------------- | ------------------------------------------ | ---------- | ------------------------------------ |
| 2006 | Soạn nhạc                     | "네 곁에 숨쉴 수 있다면"                   | Tiếng Hàn  | "O"-Jung.Ban.Hap.                    |
| 2007 | Soạn nhạc                     | "My Page"                                  | Tiếng Hàn  | 2nd Asia Tour Concert "O"            |
| 2007 | Viết lời                      | "Daydream"                                 | Tiếng Hàn  | Anyband                              |
| 2008 | Soạn nhạc                     | "Rainy Night"                              | Tiếng Nhật | "If.../Rainy Night"                  |
| 2008 | Viết lời                      | "노을..바라보다"                           | Tiếng Hàn  | Mirotic                              |
| 2009 | Soạn nhạc và viết lời         | "Xiahtic" (feat. Key of Shinee)            | Tiếng Hàn  | 3rd Asia Concert "Mirotic"           |
| 2010 | Soạn nhạc và viết lời         | "Xiahtic" (feat. Key of Shinee)            | Tiếng Nhật | "Break Out!"                         |
| 2010 | Soạn nhạc và viết lời         | "Intoxication"                             | Tiếng Nhật | Xiah                                 |
| 2010 | Soạn nhạc                     | "I Can Soar"                               | Tiếng Anh  | The Beginning                        |
| 2011 | Soạn nhạc                     | "Mission"                                  | Tiếng Hàn  | Their Rooms "Our Story"(music essay) |
| 2011 | Soạn nhạc và viết lời         | "Fallen Leaves"                            | Tiếng Hàn  | Their Rooms "Our Story"(music essay) |
| 2011 | Viết lời                      | "You're"                                   | Tiếng Hàn  | In Heaven                            |
| 2012 | Soạn nhạc và phối khí         | "Sunset"                                   | Tiếng Hàn  | Tarantallegra                        |
| 2012 | Soạn nhạc và phối khí         | "Tarantallegra" (feat. Flowsik of Aziatix) | Tiếng Hàn  | Tarantallegra                        |
| 2012 | Soạn nhạc và phối khí         | "돌고 돌아도"                              | Tiếng Hàn  | Tarantallegra                        |
| 2012 | Soạn nhạc và viết lời         | "Set Me Free" (feat. Bizzy)                | Tiếng Hàn  | Tarantallegra                        |
| 2012 | Soạn nhạc và viết lời         | "Lullaby" (feat. 개코 Of Dynamic Duo)      | Tiếng Hàn  | Tarantallegra                        |
| 2012 | Soạn nhạc và viết lời         | "이슬을 머금은 나무"                       | Tiếng Hàn  | Tarantallegra                        |
| 2012 | Soạn nhạc, viết lời, phối khí | "Intoxication"                             | Tiếng Hàn  | Tarantallegra                        |
| 2012 | Soạn nhạc, viết lời, phối khí | "Breath" (feat. Double K)                  | Tiếng Hàn  | Tarantallegra                        |
| 2012 | Viết lời                      | "Fever"                                    | Tiếng Hàn  | Tarantallegra                        |
| 2013 | Soạn nhạc                     | "Rainy Eyes"                               | Tiếng Hàn  | Incredible                           |
| 2013 | Viết lời                      | "Incredible"                               | Tiếng Hàn  | Incredible                           |
| 2013 | Viết lời                      | "Turn It Up" (feat. Dok2)                  | Tiếng Hàn  | Incredible                           |
| 2013 | Soạn nhạc và viết lời         | "나지금고백한다" (feat. Gilme)             | Tiếng Hàn  | Incredible                           |
| 2013 | Soạn nhạc và viết lời         | "이노래웃기지"                             | Tiếng Hàn  | Incredible                           |
| 2014 | Viết lời                      | Letting Go                                 | Tiếng Hàn  | JYJ: Just Us                         |
| 2015 | Viết lời                      | Reach                                      | Tiếng Hàn  | Flower                               |
| 2015 | Viết lời                      | Out of Control                             | Tiếng Hàn  | Flower                               |
| 2015 | Viết lời                      | License to Love                            | Tiếng Hàn  | Flower                               |
| 2015 | Viết lời                      | Musical in Life                            | Tiếng Hàn  | Flower                               |
| 2015 | Viết lời                      | F.L.P                                      | Tiếng Hàn  | Flower                               |
| 2015 | Soạn nhạc                     | Hello Hello                                | Tiếng Hàn  | Flower                               |
| 2015 | Soạn nhạc và viết lời         | 꽃 (Flower)                                | Tiếng Hàn  | Flower                               |
| 2015 | Soạn nhạc và viết lời         | X Song                                     | Tiếng Hàn  | Flower                               |
| 2016 | Soạn nhạc và viết lời         | OeO                                        | Tiếng Hàn  | Yesterday                            |
| 2016 | Soạn nhạc và viết lời         | Midnight show                              | Tiếng Hàn  | Yesterday                            |
| 2016 | Soạn nhạc và viết lời         | 비단길 (Silk Road)                         | Tiếng Hàn  | Yesterday                            |
| 2016 | Soạn nhạc và viết lời         | Incredible (Accoustic ver.)                | Tiếng Hàn  | Yesterday                            |
| 2016 | Soạn nhạc và viết lời         | 꽃 (Flower)(Accoustic ver.)                | Tiếng Hàn  | Yesterday                            |
| 2016 | Soạn nhạc và phối khí         | Tarantallegra (Accoustic ver.)             | Tiếng Hàn  | Yesterday                            |

### Video âm nhạc
| Năm  | Bài hát                                 | Album               | Chú thích                                                                                    |
| ---- | --------------------------------------- | ------------------- | -------------------------------------------------------------------------------------------- |
| 2010 | "Intoxication"                          | Xiah (single)       |                                                                                              |
| 2012 | "Tarantallegra"                         | Tarantallegra       | - Đạo diễn bởi Ray Yeom                                                                      |
| 2012 | "Tarantallegra" (Dance Ver.)            | Tarantallegra       | - Đạo diễn bởi Ray Yeom                                                                      |
| 2012 | "Uncommitted"                           | Uncommitted(single) | - Đạo diễn bởi by Marc Klasfeld - Quay tại Los Angeles                                       |
| 2012 | "알면서도" (Even though I already know) | Tarantallegra       | - Lần đầu chiếu tại XIA 1st World Tour Concert ở Oberhausen, Germany                         |
| 2013 | "11시 그 적당함"(11AM)                  | Incredible          | - Hát tại trường quay và quay trong một lần (one-take)                                       |
| 2013 | "Incredible"                            | Incredible          | - Kết hợp với Quincy Brown - Quay tại Beverly Hills. - Kết hợp với The Quiett (và Automatic) |
| 2015 | "Flower"                                | Flower              |                                                                                              |
| 2015 | "꼭 어제"                               | Yesterday           |                                                                                              |
| 2015 | "OeO"                                   | Yesterday           |                                                                                              |
| 2016 | "Rock the World"                        | Xignature           | - Kết hợp với The Quiett (và Automatic) - Kết hợp với The Quiett vàvava Automatic)           |
| 2020 | "Pit A Pat"                             | Pit A Pat           |                                                                                              |

### DVD
| Release | Tên                                                                                   |
| ------- | ------------------------------------------------------------------------------------- |
| 2011    | Kim Junsu Musical Concert, Levay with Friends                                         |
| 2012    | Musical Elisabeth 2012 Live Recording Korean Cast (Special Edition) (Limited Edition) |
| 2012    | XIA 1st Asia Tour Concert - Tarantallegra                                             |
| 2013    | 2012 XIA Ballad & Musical Concert with Orchestra                                      |
| 2015    | 2013 Xia Ballad & Musical Concert with Orchestra                                      |
| 2015    | 2nd Asia Tour Concert Incredible in Japan                                             |
| 2016    | XIA (Jun Su) Vol. 3 - Flower (CD+DVD) (Special Edition)                               |
| 2016    | 2014 XIA Ballad & Musical Concert with Orchestra                                      |
| 2016    | 2015 XIA 4th Asia Tour Concert - Yesterday in Yokohama                                |
| 2017    | 2015 XIA 3rd Asia Tour Concert - FLOWER in Tokyo                                      |
| 2018    | XIA Way Back Concert                                                                  |
| 2019    | WAY BACK XIA CONCERT In Japan                                                         |
| 2019    | WAY BACK XIA Encore                                                                   |

### Sự góp mặt khác
| Tựa đề                              | Năm  | Album                        | Chú thích                                                        |
| ----------------------------------- | ---- | ---------------------------- | ---------------------------------------------------------------- |
| "All Rise"                          | 2006 | 1st Live Concert Rising Sun  | Hát trong album hát trực tiếp đầu tiên của TVXQ                  |
| "Timeless" (Zhang Liyin feat. Xiah) | 2006 | I Will                       | Đĩa đơn ra mắt của Zhang Liyin                                   |
| "Beautiful Thing"                   | 2006 | Vacation OST                 | Bài hát đơn trong phim Vacation của TVXQ                         |
| "My Page"                           | 2007 | 2nd Asia Tour Concert "O"    | Hát trong album hát trực tiếp thứ hai của TVXQ                   |
| "조개껍질 묶어" (Tie Clam Shells)   | 2007 | 2007 Summer SMTown – Fragile | Hát cùng BoA,Changmin, Lina, Sunday,Ryeo Wook,Ye Sung            |
| "Anyband"                           | 2007 | Samsung Anycall CF           | Dự án Anycall của Samsung'sAnycall, hát cùng BoA,Tablo, Jin Bora |
| "Rainy Night"                       | 2008 | "If.../Rainy Night" (single) | Bài hát đơn trong album tiếng Nhật thứ 19 của TVXQ               |
| "소원" (Wish)                       | 2008 | Mirotic (versions C&D)       | Hát cùng Changmin,Ryeo Wook,Kyu Hyun                             |
| "Xiahtic"                           | 2009 | 3rd Asia Concert "Mirotic"   | Hát trong album hát trực tiếp thứ ba của TVXQ                    |
| "Xiahtic"                           | 2010 | "Break Out!" (single)        | Bài hát đơn trong album tiếng Nhật thứ 29 của TVXQ               |

## Concert và tour diễn
- XIA 1st World Tour Concert - Tarantallegra
- 2012 XIA Ballad & Musical Concert with Orchestra vol.1
- XIA 2nd Asia Tour Concert - Incredible
- 2013 XIA Ballad & Musical Concert with Orchestra vol.2
- 2014 XIA The Best Ballad Spring Tour Concert in Japan
- 2014 XIA Ballad & Musical Concert with Orchestra vol.3
- 2015 XIA 3rd Asia Tour Concert - Flower
- 2015 XIA 4th Asia Tour Concert - Yesterday
- 2015 XIA Ballad & Musical Concert with Orchestra vol.4
- 2016 XIA The Best Ballad Spring Tour Concert in Japan vol.2
- 2016 XIA 5th Asia Tour Concert - Xignature
- 2016 XIA Ballad & Musical Concert with Orchestra vol.5

## Các vở nhạc kịch
| Năm       | Tên             | Vai diễn        | Notes |
| --------- | --------------- | --------------- | --- |
| 2010      | Mozart!         | Wolfgang Mozart | |
| 2011      | Tears of Heaven | Junhyung        | |
| 2011      | Mozart!         | Wolfgang Mozart | |
| 2012–2013 | Elisabeth       | Tod (Thần chết) | Công diễn lần đầu ngày 8 tháng 2, kết thúc ngày 2 tháng 5 năm 2012 Công diễn lần thứ hai từ 24/8-4/9/2013 |
| 2013      | December        | Jiwook          | Một vở nhạc kịch được xây dựng về cuộc đời và âm nhạc của ca sĩ nhạc pop Hàn Quốc Kim Kwang-seok.         |
| 2014      | Dracula         | Dracula         | |
| 2015      | Death Note      | L Lawliet       | |
| 2016      | Dracula         | Dracula         | Công diễn lần hai                                                                                         |
| 2016      | Dorian Gray     | Dorian Gray     | |
| 2017      | Death Note      | L Lawliet       | Công diễn lần hai                                                                                         |

## OST
| Năm  | Tên                                      | Drama                             | Notes                                                                    |
| ---- | ---------------------------------------- | --------------------------------- | ------------------------------------------------------------------------ |
| 2010 | 君がいれば ～Beautiful Love～            | Love Letter From Five Years Later |                                                                          |
| 2010 | 悲しみのゆくえThe Whereabouts of Sadness | Beautiful Love                    | Phim có sự tham gia diễn xuất của Park Yoochun, thành viên cùng nhóm JYJ |
| 2010 | Too Love                                 | Sungkyunkwan Scandal              | Phim có sự tham gia diễn xuất của Park Yoochun, thành viên cùng nhóm JYJ |
| 2011 | You Are So Beautiful                     | Scent Of A Woman                  |                                                                          |
| 2012 | Love Is Like Snowflakes                  | The Innocent Man                  |                                                                          |
| 2012 | I Don't Like Love                        | Rooftop Prince                    | Phim có sự tham gia diễn xuất của Park Yoochun, thành viên cùng nhóm JYJ |
| 2013 | Foolish Heart                            | The Fugitive of Joseon            |                                                                          |
| 2013 | I Love You                               | Empress Ki                        |                                                                          |
| 2014 | In The Time That I Love You              | Mr. Back                          |                                                                          |
| 2015 | The Time of You Has Passed               | Six Flying Dragons                |                                                                          |
| 2016 | How Can I Love You?                      | Descendants of the Sun            |                                                                          |
| 2016 | Lean on Me                               | Lucky Romance                     |                                                                          |
| 2016 | "Road" (길)                              | Night Light                       |                                                                          |

## Giải thưởng
| Năm  | Giải                                                                                 | Hạng mục                                                          | Work                                                                                    | Kết quả   |
| ---- | ------------------------------------------------------------------------------------ | ----------------------------------------------------------------- | --------------------------------------------------------------------------------------- | --------- |
| 2010 | 4th The Musical Awards Lưu trữ ngày 2 tháng 4 năm 2012 tại Wayback Machine           | Diễn viên mới xuất sắc                                            | Mozart!                                                                                 | Won       |
| 2010 | 4th The Musical Awards Lưu trữ ngày 2 tháng 4 năm 2012 tại Wayback Machine           | Diễn viên được yêu thích nhất                                     | Mozart!                                                                                 | Won       |
| 2010 | 16th Korea Musical Awards Lưu trữ ngày 14 tháng 10 năm 2009 tại Wayback Machine      | Diễn viên mới xuất sắc                                            | Mozart!                                                                                 | Won       |
| 2010 | 16th Korea Musical Awards Lưu trữ ngày 14 tháng 10 năm 2009 tại Wayback Machine      | Diễn viên được yêu thích nhất                                     | Mozart!                                                                                 | Won       |
| 2010 | 2010 Golden Ticket Awards Lưu trữ ngày 22 tháng 8 năm 2011 tại Wayback Machine       | Giải "Ticket power" - Hạng mục Diễn viên nhạc kịch                | Mozart!                                                                                 | Won       |
| 2011 | 5th The Musical Awards Lưu trữ ngày 2 tháng 4 năm 2012 tại Wayback Machine           | Diễn viên xuất sắc                                                | Tears of Heaven                                                                         | Nominated |
| 2011 | 5th The Musical Awards Lưu trữ ngày 2 tháng 4 năm 2012 tại Wayback Machine           | Diễn viên được yêu thích nhất                                     | Tears of Heaven                                                                         | Won       |
| 2011 | 17th Korea Musical Awards Lưu trữ ngày 14 tháng 10 năm 2009 tại Wayback Machine      | Diễn viên được yêu thích nhất                                     | Tears of Heaven                                                                         | Won       |
| 2011 | 3rd Asia Jewelry Awards                                                              | World K-POP Superstar Award                                       |                                                                                         | Won       |
| 2011 | 2011 Golden Ticket Awards Lưu trữ ngày 11 tháng 1 năm 2012 tại Wayback Machine       | Giải "Ticket power" - Hạng mục Diễn viên nhạc kịch                | Mozart! & Tears of Heaven                                                               | Nominated |
| 2012 | 6th The Musical Awards Lưu trữ ngày 2 tháng 4 năm 2012 tại Wayback Machine           | Diễn viên xuất sắc                                                | Elisabeth                                                                               | Nominated |
| 2012 | 6th The Musical Awards Lưu trữ ngày 2 tháng 4 năm 2012 tại Wayback Machine           | Diễn viên được yêu thích nhất                                     | Elisabeth                                                                               | Won       |
| 2012 | 18th Korea Musical Awards Lưu trữ ngày 14 tháng 10 năm 2009 tại Wayback Machine      | Diễn viên xuất sắc                                                | Elisabeth                                                                               | Won       |
| 2012 | 18th Korea Musical Awards Lưu trữ ngày 14 tháng 10 năm 2009 tại Wayback Machine      | Diễn viên được yêu thích nhất                                     | Elisabeth                                                                               | Won       |
| 2012 | 2012 Golden Ticket Awards Lưu trữ ngày 7 tháng 1 năm 2013 tại Wayback Machine        | Giải "Ticket power" - Hạng mục Diễn viên nhạc kịch                | Elisabeth                                                                               | Won       |
| 2012 | 2012 Golden Ticket Awards Lưu trữ ngày 7 tháng 1 năm 2013 tại Wayback Machine        | Giải "Ticket power" - Hạng mục Concert                            | XIA 1st Asia Tour Concert In Seoul & 2012 XIA Ballad & Musical Concert with Orchestra   | Won       |
| 2012 | 2012 Golden Ticket Awards Lưu trữ ngày 7 tháng 1 năm 2013 tại Wayback Machine        | Nghệ sĩ nổi tiếng nhất                                            | XIA 1st Asia Tour Concert In Seoul & 2012 XIA Ballad & Musical Concert with Orchestra   | Won       |
| 2012 | 2012 SFCC Awards (The Seoul Foreign Correspondents’ Club Awards)                     | Giải Nâng cao nhận thức về Hàn Quốc ở nước ngoài - Hạng mục Ca sĩ | Tarantallegra & XIA 1st World Tour Concert                                              | Won       |
| 2013 | 1st Yin Yue Tai V-Chart Awards Lưu trữ ngày 11 tháng 11 năm 2017 tại Wayback Machine | Nam nghệ sĩ Hàn Quốc được yêu thích nhất                          | Uncommitted                                                                             | Won       |
| 2013 | 19th Korea Musical Awards Lưu trữ ngày 14 tháng 10 năm 2009 tại Wayback Machine      | Diễn viên được yêu thích nhất                                     | Elisabeth                                                                               | Won       |
| 2013 | 2013 Golden Ticket Awards Lưu trữ ngày 3 tháng 1 năm 2014 tại Wayback Machine        | Giải "Ticket power" - Hạng mục Concert                            | XIA 2nd Asia Tour Concert INCREDIBLE & 2013 XIA Ballad & Musical Concert with Orchestra | Nominated |
| 2013 | 2013 Golden Ticket Awards Lưu trữ ngày 3 tháng 1 năm 2014 tại Wayback Machine        | Giải "Ticket power" - Hạng mục Diễn viên nhạc kịch                | Elisabeth & December                                                                    | Nominated |
| 2013 | 2013 Golden Ticket Awards Lưu trữ ngày 3 tháng 1 năm 2014 tại Wayback Machine        | Nghệ sĩ nổi tiếng nhất                                            | Elisabeth & December                                                                    | Won       |